# Biscogniauxia baileyi
Biscogniauxia baileyi är en svampart som först beskrevs av Berk. & Broome ex Cooke, och fick sitt nu gällande namn av Carl Ernst Otto Kuntze 1891. Biscogniauxia baileyi ingår i släktet Biscogniauxia och familjen kolkärnsvampar.   Inga underarter finns listade i Catalogue of Life.